# Santerizem
Santerizem ali Regla de Osha-Ifá je sklop verskih sistemov, ki združuje katoliška prepričanja s tradicionalno jorubsko kulturo. Gre torej za versko prepričanje, ki izhaja iz sinkretizma evropskih in afriških elementov.
Santerizem so izvajali nekdanji črni sužnji in njihovi potomci na Kubi, Dominikanski republiki, v Portoriku, Kolumbiji, Venezueli, Braziliji, Panami in v krajih z veliko hispansko populacijo v Združenih državah Amerike (Florida, New York, San Francisco, New Orleans, Los Angeles, Miami in San Diego)
Trenutno je vera prisotna tudi v Španiji, zlasti na Kanarskih otokih, zaradi tesnih odnosov s Kubo, Mehiko, Nizozemsko, Nemčijo, Anglijo, Francijo in drugimi državami, v katerih je veliko kubanskih priseljencev. V Venezueli je največje število santerov in babalawosov v regiji Caracas, najdemo pa jih tudi v Cumaná, Coro in Maracay. 
Santerizem je naslednik in privrženec jorubske kulture, ki je obogatil vse predpise jorubskih naukov in je zapuščina sužnjev, ki so prišli iz Nigerije. 

## Etimologija
Termin "Santerizem" so Španci uporabljali na slabšalen način, za posmehovanje in norčevanje navidezni in prekomerni predanosti, ki so jo privrženci izkazovali svetnikom, v škodovanju judovsko-krščanskega boga Jahve. 
Krščanski gospodarji svojim sužnjem niso dovolili, da bi izvajali različna animistična prepričanja iz Zahodne Afrike. Sužnji so našli način, kako se izogniti tej prepovedi, in so ugotovili, da so krščanski svetniki nič drugega kot manifestacije njihovih bogov. Gospodarji so menili, da so se njihovi sužnji spreobrnili v dobre kristjane in so molili h krščanskim svetnikom, medtem ko so v resnici sledili svojim tradicionalnim prepričanjem. 
V nekaterih državah ima izraz "Santerizem" še vedno negativen prizvok, zato raje uporabljajo druga imena, kot je na primer lukumi (zaradi njihovega pozdravljanja oluku mi: "moj prijatelj") ali Regla de Ocha. 
V nekaterih primerih je privržencem santerizma bolj všeč, če jih poznajo zaradi skrivnih družb katerim pripadajo, kot so na primer: Abakwá (Kuba) in Amigos de San Lázaro (Portoriko). 
Ta izraz se je razširil po vsem svetu, čeprav tudi z drugim pomenom: santero je oseba, ki ustvarja podobe katoliških svetnikov. 

## Zgodovina
Ko je Amerika bila kolonizirana in, ker Evropejci afriškim sužnjem niso dovolili, da bi častili svoje bogove, so ti izenačili svoje bogove s krščanskimi svetniki na ta način, da so lahko nadaljevali s slavljenjem svojih božanstev, ne da bi njihovi gospodarji to opazili. Zgleda, da je santerizem, v zahodnih prepričanjih, na Kubi bil opredeljen že v devetnajstem stoletju. 
Santerizem je vera, ki izvira iz afriškega plemena Joruba. Jorubi so živeli v današnji Nigeriji, ob reki Niger. V tistem času so imeli močno in kompleksno strukturo, ki je bila organizirana v zaporedju kraljestev, izmed katerih je bilo najpomembnejšo Benin, ki je trajal dvanajst stoletij, vse do leta 1896. 
Na koncu osemnajstega stoletja in v začetku devetnajstega stoletja so Jorubi izvedli vrsto vojn s svojimi sosedi pa tudi med seboj. Ti notranji spopadi in zunanji napadi so pleme pripeljali do njenega padca in zasužnjevanja. Med letoma 1820 in 1840 je večina sužnjev, poslanih iz Benina, pripadala plemenu Joruba. Ti sužnji so bili odpeljani na Kubo in v Brazilijo, za delo na plantažah sladkorja. Jorube so kmalu poimenovali "Lucumi", zaradi njihovega pozdrava "oluku mi", ki pomeni "moj prijatelj". 
Španski zakoni, ki so suženjstvo dovoljevali, so poskušali ublažiti to nepravičnost tako, da so sužnjem podelili nekaj pravic, vsaj v teoriji.  Imeli so pravico do zasebne lastnine, poroke in osebne varnosti. Zakoni so prav tako zahtevali, da so sužnji, za zakonit vstop v novo državo, bili krščeni kot katoliki. 
Cerkev je poskušala pokristjaniti črne lucumí, vendar so pogoji za to bili zelo težki. Poleg  pomanjkanja duhovnikov, je nepravičnost suženjstva Lucumiju otežila, da bi sprejel to, kar se mu je vsiljevalo. Poleg motivov evangelizacije, so moški, ki so širili krščansko vero, pripadali isti rasi in velikokrat tudi istim družbenim krogom kot sužnji. Posledica tega je bila, da so mnogi na videz sprejeli katolicizem, medtem ko so znotraj družbe ohranili svojo staro religijo oziroma svoje prepričanje. 
Z zmago komunistične revolucije na Kubi leta 1959, se je več kot milijon Kubancev izselilo v druge države (predvsem v mesta Miami, New York in Los Angeles). Med njimi so bili tudi santerosi, ki so v novem okolju širili Santerizem. 
V prizadevanju, da bi skrili afriško vero in prakticiranje magije, so Lucumiji (santerosi) izenačili  svoja afriška božanstva (orishas) s katoliškimi svetniki, kar je privedlo do verskega sinkretizma, ki je danes znan kot Santerizem. 
Santerizem časti osrednjo silo, imenovano Olodumare. Od njega prihaja vse kar obstaja, in k njemu se tudi vse vrne. Olodumare se v svetu izraža preko Ashe, ki je kri kozmičnega življenja, mogočnost Olodumarovega življenja, moči in pravičnosti. Ashe je absolutna osnova resničnosti. 
Verjamejo, da je življenje vsakega človeka določeno že pred rojstvom v Ile-Olofi (Božja hiša v nebesih). Tisti, ki se tega ne bodo držali, jih bodo orishas kaznovali in bodo prisiljeni  v reinkarnacijo, dokler ne izpolnijo kazni, ki jim je bila dana. 

## Religija
Santerizem verjame v univerzalno silo ali Boga imenovanega Oloduamare, iz katerega prihaja vse kar je ustvarjeno. Njegova energija se imenuje Ashe. Poleg njiju obstajajo še orishas, božanstva, ki upravljajo različne vidike sveta. Orishas skrbijo tudi za to, da vsak smrtnik izpolni usodo, ki mu je bila dana ob rojstvu. 
Povezava orishas z najbolj znanimi svetniki: 
- Babalu Ayé, izvira iz Dahomey, kjer se ga pozna kot Azowjano, božanstvo spolnih in kožnih bolezni, gobavosti, črnih koz, kuge. Znan je tudi kot San Lázaro.
- Eleguá, gospodar vseh poti, ki odpira in zapira vrata, gospodar usode. Znan je kot Santo Niño de Atocha.
- Obatalá, devica milosti; gospodarica vseh glav sveta.
- Shangó, božanstvo groma. To je Sveta Barbara, ki je v katoliškem svetu predstavljena z rdečimi oblačili in z mečem. Je gospodar pravičnosti.
- Ogun upravlja z železom. Je bog vojne in orožja, ter zaščitnik vere. Povezuje se s San Pedro, San Pablo, San Juan Bautista, San Miguel Arcángel in nadangel San Rafael v kubanskem santerizmu. V Braziliji se ga povezuje s San Antonio de Padua in San Jorge (Rio de Janeiro). Na Haitiju, kjer prakticirajo vudu, pa ga povezujejo s svetnikom imenovanim Santiago el Mayor.
- Aganju se povezuje s Svetim Krištofom.
- Inle, zdravnik, je San Rafael, nadangel, ki ima zdravilne moči.
- La Virgen de Regla je Jemadža, boginja materinstva in morja. Je boginja previdnosti in bratstva.
- Oshún, boginja rek, je Virgen de la Caridad del Cobre. Je boginja ljubezni, seksualnosti in zlata. Ustvarjalka denarja, lepote in spogledovanja. Najlepša boginja med orishas, ki je tudi gospodarica medu in zaščitnica Kube.
- Oyá, boginja pokopališča in gospodarica vetra. Povezuje se jo z Virgen de la Candelaria, ki je v Španiji zaščitnica Kanarskih otokov.

Santerizem ima duhovniško hierarhijo. Čeprav se Oshá in Ifa štejeta za ločene veje, so najvišji duhovniki Santerizma ali Regla de Osha-Ifá babalawos, duhovniki Ifá in njihov prerok Orunmila. Sedijo jim babalorishas in iyalorishas, ki so santerosi (duhovniki santerizma)  z božjimi krščenci. Za njimi so Iyalorishas in Babalorishas,  ki nimajo krščencev, sledijo pa jim Ijawosi, santerosi v prvem letu posvetitve. Na zadnjem mestu so Aleyosi,verniki, ki še niso bili blagoslovljeni.
Vsi santerosi začnejo svoj poklic s posebnimi obredi. Prvi je ritual čiščenja in predaja petih ogrlic, ki predstavljajo  božanstva Shangó, Obatalá, Jemadža (Yemayá), Oshún in Eleguá ali pa prejem vojnih božanstev , ki so Eleguá, Ogun in Ozun.
Temeljni stebri religije temeljijo na kultu mrtvih prednikov (egún) in na vedenju, da obstaja edinstven Bog (Olodumare), ki je povezan z ljudmi preko njegovih razširitev, ki so tudi božanstva in so jih jorubi poimenovali orishas. Zaradi teh značilnosti nekateri menijo, da gre za politeizem.
V religiji je prisoten ebbó oziroma žrtvovanje za reševanje problemov gospodarske narave, zdravstvenih problemov ali duhovne stabilnosti.  Za žrtvovanje se lahko uporabijo rastline, semena, kovine, živali ali drugi proizvodi iz narave.
V santerizmu je žrtvovanje živali določeno z obredom prerokovanja, ki kaže na obstoj temeljne značilnosti med mnogimi endogenimi afriškimi religijami, in sicer odsotnost božjega razodetja  in vztrajnost prednikov, ki so svoje znanje prenašali na moške in ženske že od nekoč. Po mnenju jorubov so to tisti, v katerih sta sobivala človeškost in božanstvo (orishas). V tem smislu  se nobena žival ni žrtvovala zaman. Vsako žrtvovanje je odgovor na zahtevo preko metod prerokovanja katerega izmed božanstev ali prednika, ki zahteva žrtvovanje ene ali več živali za razrešitev situacije, ki jo želi rešiti oseba, s katero se je posvetoval. 
Na splošno božanstva (orishas) in predniki zahtevajo, da se jim ponudi ena ali več živali določenega tipa in spola sploh, če gre za življenje ali dobrobit osebe, ki je prišla po pomoč. V takšnem primeru žrtvovanje ni sredstvo s katerim se lahko odkupijo grehi, ker v santerizmu to sploh ne obstaja. V santerizmu žrtvovanje pomeni obred, ki dopušča obnovitev nekega procesa ali ritma, ki je bil prekinjen. Santerosi oziroma duhovniki pojasnjujejo, da se vsak človek rodi z nekim duhovnim ritmom v življenju, ki ne bi smel biti prekinjen, saj v tem primeru oseba ne more biti izpopolnjena. Če pa je ta ritem vendarle bil prekinjen, iz kakršnegakoli razloga, je potrebno žrtvovanje živali, da se ta ritem lahko obnovi. Živalska kri, ponujena orishu ali predniku, predstavlja možnost obnovitve ritma, saj je slednji neposredno povezan z ritmom v telesu živali. 
Santerosi opravljajo obrede v svojih domovih (ilés), saj santerizem nima templjev. Santero je del vernikovega vsakdana, postane njegova povezava z nadnaravnim svetom, njegov svetovalec in prerok. 
Najvišji položaj v santerizmu ima babalawo, ki se je okronal za svetnika. Omorishas so tisti, ki se povezujejo z afro-kubanskim božanstvom preko školjk ali duhovnih posvetovanj, odvisno od razvoja vsake osebe.  Oriaté je oseba, ki usmerja obrede božanstev (orisha, svetnik), da so ti izvedeni pravilno. To lahko počnejo samo santerosi, ki so že blagoslovljeni. Začetnik, ki je ne dolgo nazaj bil blagoslovljen, se imenuje ijawo, in je že prestal skrivne obrede. Aleyi so tiste osebe, ki imajo določeno znanje, verujejo, se zanimajo za obrede tako, da imajo nekaj skrivnosti. Obredi ne smejo biti izvedeni pred ne blagoslovljenimi ljudmi. 

## Pripadati Santerizmu
Da bi lahko preučevali in izvajali to vero, je potrebno prestati vrsto obredov v določenem vrstnem redu, katerega je potrebno spoštovati, in mora biti izveden s strani tistih, ki so te obrede že prestali. 
Eden od najpomembnejših  obredov je Kari Osha ali »Narediti se svetnika« (Hacerse santo). Govori se, da ko je oseba prestala ta obred lahko popolnoma začne s prakticiranjem santerizma. Če mu njegov angel varuh tega ne prepove, lahko vero širi naprej tudi z iniciacijo več oseb.  
Da bi postal svetnik (Hacerse santo), je potrebno vkovati oziroma »naseliti« angela varuha v svojo glavo. To pomeni, da orisha komunicira s teboj 24 ur na dan in je odgovornost, ki jo je potrebno prevzeti s popolno zavezanostjo. 
Če želite postati svetnik, je potrebno v naprej določiti svojega angela varuha ali orisho, saj se obredi razlikujejo glede na to katerega boste izbrali.
Potrebno je izbrati botra (babalosha) ali botro (iyalosha), saj se simbolično rodi iz njih, in sta tista s katerim bosta skupaj z oyugbuno vodila versko pot iniciacije.  
Obred kari oshe traja sedem dni. V teh sedmih dnevih se oseba ponovno rodi, prejme svojega svetnika oziroma božanstvo (orisha), dobi ime svetnika (ime, ki identificira santera znotraj vere). Ta obred vodi Obá Ení Oriaté, ki je svetnik z bogatim znanjem in izkušnjami, ki so ga naredile vrednega teh nazivov. Poleg botrov sodelujejo tudi drugi santeri, katerim so dane različne naloge, ki omogočajo pravočasen razvoj obreda. 

## Prerokbe
Znotraj santerizma obstajajo različne prerokbe, ki so namenjene usmerjanju osebe, ki je prišla na posvetovanje. 
V primeru babalawosa se prerokuje z ekuele ali s tako imenovano ploščo ifá in z ikines. Santerosi uporabljajo školjke (diloggun).  
Babalawosi in santerosi za prerokbe uporabljajo biagüe oziroma kokos. 